# Nomocharis basilissa
Nomocharis basilissa är en liljeväxtart som beskrevs av Farrer och William Edgar Evans. Nomocharis basilissa ingår i släktet Nomocharis och familjen liljeväxter. Inga underarter finns listade.